# 白雪姫の伝説
『白雪姫の伝説』（しらゆきひめのでんせつ）は、1994年4月6日から1995年3月29日までNHK衛星第2テレビジョンにて『ロビンフッドの大冒険』に続いて放送されたテレビアニメ。全52話。各話約30分。竜の子プロダクション（現・タツノコプロ）により制作された世界名作アニメーション路線の第2作である。原作はグリム童話の『白雪姫』。

## ストーリー
緑豊かなグリーンヴァリー王国に雪のように白い肌をした王女が生まれ、白雪姫と名付けられる。白雪姫は両親の深い愛情に包まれてすくすくと育つが、白雪姫が4歳の頃にローズバット王妃が病気で亡くなってしまう。「白雪姫には母親の愛情が必要」というローズバット王妃の遺言によって、コンラッド王は新しい妃にレディ・クリスタルを迎える。
ところが、白雪姫が12歳の誕生日を迎えてまもなくコンラッド王が戦争に行ってしまうと、レディ・クリスタルが本性を現し、夫に代わって王国の実権を握り始めた。白雪姫の光り輝くような美しさを妬んでいたレディ・クリスタルは、白雪姫を城から追い出して狩猟番のサムソンに暗殺を命じる。
白雪姫は彼女を哀れんだサムソンによって不思議の森へと逃がされ、七人のドワーフたちの家にたどり着く。ドワーフたちに受け入れられた白雪姫は、彼らにかくまわれることになる。一方、魔法の鏡の力で白雪姫が生きていると知り憤慨するレディ・クリスタルだが、不思議の森の結界の力に阻まれて手出しが出来ない。しかし、陰謀をめぐらせて白雪姫の命を狙おうとする。

## 登場人物
白雪姫（しらゆきひめ）
声 - 天野由梨
本作の主人公。グリーンヴァリー王国の王女。16歳。雪のように白い肌と血のように赤い唇、黒檀のように黒い髪をした心の優しい少女で、内面からにじみ出る美しさを持つ。幼い頃から森が大好きで、ミルクたちを連れてよく遊びに行っていた。
父の出征後豹変したクリスタルに辛く当たられていた時に、リチャードと出会い恋に落ちる。修行に旅立つ彼と再会を約束し別れるが、クリスタルに城を追い出されたあげくに命を狙われてしまう。不思議の森で出会ったドワーフたちにかくまわれ、彼らとさまざまな冒険をする。
リチャード王子
声 - 子安武人
コンラッド王の盟友・アルベルトビラの息子。高潔で正義感の強い青年。白雪姫と恋に落ちるが騎士の修行に行くことになり、再会を約束して別れる。
白雪姫と再会後はドワーフたちと共にクリスタルの手から白雪姫を守り、力を合わせてグリーンヴァリー王国を救おうとする。
レディ・クリスタル
声 - 横尾まり
白雪姫の継母で、美しいが欲深く高慢な女性。自分が世界で一番美しくないと気がすまない。コンラッド王と結婚してからはおとなしくしていたが、彼の出征後まもなく本性を現す。グリーンヴァリー王国を支配し、自分以上に美しい白雪姫に嫉妬してその命を狙う。聖なる魔法の鏡を持ち、怪しげな魔法を使うこともできる。幼い少女の姿に化けて白雪姫をだましたことも。
実はその正体は悪魔でクリスタル本人ではない。若く美しい女性の体を求めた悪魔は少女時代のクリスタルと自分の魂を入れ替え、クリスタルの体を乗っ取っていた。クリスタルの体が若さを保てなくなると、今度は白雪姫の体を奪おうと画策する。
コンラッド王
声 - 沢木郁也
グリーンヴァリー王国の国王。公明正大で誰からも慕われる立派な王様。妻のローズバット王妃を亡くして悲しみに暮れるが、彼女の遺言に従ってクリスタルを次の王妃に迎える。
白雪姫やクリスタルたちと平和に暮らしていたが、戦況が悪化し軍を率いて戦争に行ってしまう。
モーリー
声 - 向殿あさみ
白雪姫の侍女で城のメイド長。本性を現したクリスタルから白雪姫を庇おうと歯向かい、城から追い出されてしまう。
サムソン
声 - 辻親八
狩人で狩場の番人。白雪姫を殺して心臓をとってくるようにクリスタルから命令される。過去に娘を熊に襲われて亡くしており、白雪姫を自分の娘と重ねて見てしまい殺すことができず、身を呈して白雪姫を熊から救い、クリスタルの企みを彼女に伝えて不思議の森に脱出させた。その後は辺境に身を寄せ、白雪姫と再会しドワーフたちと出会った後は彼らの手助けをする。
ボス
声 - 中博史
不思議の森に住む、七人のドワーフたちのリーダーであるドワーフの老人。物知りで賢く思慮深い性格。
白雪姫をかくまいクリスタルから守る。必要なときには地下室の「知恵の本」を取り出して知恵を借りようとする。
ウッディー
声 - 古田信幸
ドワーフの一人。腕の良い木こりで大工仕事も得意。気難しい性格で、初めのうちは中々白雪姫と打ち解けようとしなかった。
カモミール
声 - 鈴木勝美
ドワーフの一人。穏やかでナイーブな性格。ハーブやきのこなどありとあらゆる植物に詳しく、薬の調合や変装なども得意。
グルメ
声 - 菅原淳一
ドワーフの一人。食いしん坊でのんびり屋な性格。料理や洗濯、掃除などの家事全般が得意で、白雪姫に家事のやり方を教えた。
ゴルディー
声 - 塩屋浩三
ドワーフの一人。力持ちで働き者な性格。気が優しくて思いやりがある。
ベット
声 - 高木渉
ドワーフの一人。動物をこよなく愛する。無口で優しい性格だが、怒らせると非常に怖い。
ジョリー
声 - 岩永哲哉
ドワーフの一人。年齢は50歳だが七人のドワーフでは一番若く青年くらいの年頃。少々気弱でおっちょこちょいな性格。
白雪姫のことが好きで、彼女のために勇気をふりしぼって奮闘する。
ジャック
声 - 山口勝平
白雪姫が村で出会った少年。一人で森に住む孤児でラルフという少年の兄貴分。白雪姫のことが好きで、彼女を何度も危険から助けてくれる。
不思議な力を持つ。クリスタルから自分の正体が人間ではなく彼女に呼び出された悪魔だと告げられて苦悩し、一時はクリスタルと手を組む。
しかし本当は悪魔などではなく、森の妖精の王子だった。
フローラ
声 - 大谷育江
妖精。ドワーフの森を目指していたが風にあおられ、100年のあいだ花の中に閉じ込められていた所をリチャードに救われる。
ジャックと出会ってからは、彼と行動をともにしている。
ミルク
声 - 柏倉つとむ
白雪姫が四歳の誕生日に国王夫妻からもらったペットのハウンド犬。
ポッケ
声 - 平松晶子
白雪姫が四歳の誕生日に国王夫妻からもらったペットのシャム猫。
クック
声 - 南杏子
白雪姫が四歳の誕生日に国王夫妻からもらったペットの小鳥。
ゴビー
声 - 飛田展男
ゴブリンの谷の王子。白雪姫に一目惚れし、白雪姫に結婚を迫る。意地っ張りだが寂しがり屋な性格。
メムル
声 - 水谷優子
ゴビーの侍女。実はゴビーに片思いをしている。
メムーラ
声 - 鈴木れい子
メムルの祖母。
ミルフェ
声 - 矢島晶子
ジョリーが出会った生きる目的を探す妖精。ジョリーの妖精になろうとするが、風を呼ぶ力があることを白雪姫に見出された。
ミラルカ
声 - 平松晶子
光の精霊の少女。恋人のスペックと引き離され、魔法の剣の中に閉じ込められている。クリスタルの秘密を知っている。
スペック
声 - 塩屋浩三
光の精霊でミラルカの恋人。クリスタルの持つ魔法の鏡の中に閉じ込められている。呪いのせいでクリスタルに逆らえない。
- ナレーション - 佐々木優子

## スタッフ
- 原作 - 『白雪姫』（グリム兄弟）
- 制作総指揮 - 九里一平
- 企画 - 成嶋弘毅
- プロデューサー - 大倉宏俊
- 制作担当 - 内山秀二、勝見豊
- 設定事務 - 長見敏子
- 制作管理 - 柴田勝
- シリーズ構成 - 荒川稔久
- 文芸 - 鶴田恵子
- キャラクターデザイン - 竜の子プロ企画室
- キャラクターデザイン協力 - 椛島義夫
- サブキャラクターデザイン - 神野高史
- 色彩メイン設定 - 八木千恵子
- オープニングアニメーション - 須田正己
- 美術監督 - 下川忠海
- 音楽 - 結城二十六
- 監督 - 岡嶋国敏
- タイトル - マキ・プロ
- 現像 - 東京現像所
- 制作協力 - シャフト
- 製作 - タツノコプロ、モンドTV（イタリア語版）（イタリア※日本版はノンクレジット[1]）

## 主題歌
オープニングテーマ「ハートの森へつれてって」
歌 - 酒井美紀 with レッド・ドルフィンズ（ビクターエンタテインメント）
作詞 - 宮原芽映、作曲 - 石田正人、編曲 - 十川知司
エンディングテーマ「フォークダンス」
歌 - 宮原芽映 （ビクターエンタテインメント）
作詞・作曲- 宮原芽映、編曲 - 十川知司

## 各話リスト
| 話数 | サブタイトル         | 脚本       | 絵コンテ   | 演出     | 作画監督 | 放送日        |
| ---- | -------------------- | ---------- | ---------- | -------- | -------- | ------------- |
| 1    | 雪のような少女       | 中弘子     | 岡嶋国敏   | 岡嶋国敏 | 坂田筆男 | 1994年 4月6日 |
| 2    | 果てしなき野望       | 中弘子     | 石山タカ明 | 井上修   | 下坂英男 | 4月13日       |
| 3    | 陽だまりの出会い     | 荒川稔久   | 岡嶋国敏   | 内藤孝   | 坂田筆男 | 4月20日       |
| 4    | 雪に誓った約束       | 荒川稔久   | 坂田純一   | 栗本宏志 | 下坂英男 | 4月27日       |
| 5    | 霧のむこうの明日へ   | 桜井正明   | 津田義三   | 浅田裕二 | 坂田筆男 | 5月4日        |
| 6    | 7人のドワーフ        | 柳川茂     | 石山タカ明 | 井上修   | 井口忠一 | 5月11日       |
| 7    | 新しい家族           | 中弘子     | 岡本有樹郎 | 内藤孝   | 奥村吉昭 | 5月18日       |
| 8    | ふしぎの花のささやき | 麻尾るみこ | 井上修     | 井上修   | 下坂英男 | 5月25日       |
| 9    | 星降る森の再会       | 桜井正明   | 内藤孝     | 浅見隆司 | 坂田筆男 | 6月1日        |
| 10   | リチャードの手紙を   | 渡辺誓子   | 栗本宏志   | 栗本宏志 | 下坂英男 | 6月8日        |
| 11   | お城の中を大冒険     | 鶴田恵子   | 浅田裕二   | 千葉大輔 | 本多哲   | 6月15日       |
| 12   | 友情がくれた笑顔     | 荒川稔久   | 井上修     | 井上修   | 奥村吉昭 | 6月22日       |
| 13   | 若草色の悪魔         | 荒川稔久   | 内藤孝     | 浅田裕二 | 下坂英男 | 6月29日       |
| 14   | 失われた白い花       | 中弘子     | 岡嶋国敏   | 浅田裕二 | 坂田筆男 | 7月6日        |
| 15   | 勇気の霧は虹の色     | 中弘子     | 石山タカ明 | 栗本宏志 | 田中譲   | 7月13日       |
| 16   | 蝶よ舞え青い空に     | 麻尾るみこ | 井上修     | 井上修   | 奥村吉昭 | 7月20日       |
| 17   | 月の夜のおまじない   | 荒川稔久   | 内藤孝     | 窪秀巳   | 窪秀巳   | 7月27日       |
| 18   | 迷い込んだ氷の国     | 桜井正明   | 石山タカ明 | 栗本宏志 | 下坂英男 | 8月3日        |
| 19   | 借り暮らしの女の子   | 鶴田恵子   | 浅田裕二   | 浅田裕二 | 坂田筆男 | 8月10日       |
| 20   | やさしさの果てに     | 桜井正明   | 石山タカ明 | 井上修   | 奥村吉昭 | 8月17日       |
| 21   | さよならジョリー     | 中弘子     | 開木菜織   | 岡田聡   | 七海修   | 8月24日       |
| 22   | 卵のパパになったら   | 麻尾るみこ | 岡嶋国敏   | 栗本宏志 | 下坂英男 | 8月31日       |
| 23   | まぼろしの山へ走れ   | 渡辺誓子   | 浅田裕二   | 浅田裕二 | 坂田筆男 | 9月7日        |
| 24   | あなたの妖精だから   | 荒川稔久   | 田中作     | 岡田聡   | 七海修   | 9月14日       |
| 25   | 時を越えた叫び       | 荒川稔久   | 井上修     | 井上修   | 本多哲   | 9月21日       |
| 26   | いつか愛のために     | 桜井正明   | 栗本宏志   | 栗本宏志 | 奥村吉昭 | 9月28日       |
| 27   | 思いがけない再会     | 中弘子     | 吉田俊司   | 吉田俊司 | 七海修   | 10月5日       |
| 28   | 天使のようなマリー   | 荒川稔久   | 中村隆太郎 | 浅田裕二 | 下坂英男 | 10月12日      |
| 29   | 森から来た少年       | 中弘子     | 開木菜織   | 栗本宏志 | 本多哲   | 10月19日      |
| 30   | 希望の花をめざして   | 桜井正明   | 井上修     | 井上修   | 下坂英男 | 10月26日      |
| 31   | マリーからの贈り物   | 荒川稔久   | 腰繁男     | 浅田裕二 | 坂田筆男 | 11月2日       |
| 32   | 白鳥よふたたび       | 荒川稔久   | 金子伸吾   | 金子伸吾 | 梶山聡   | 11月9日       |
| 33   | 復活する悪魔の霧     | 麻尾るみこ | 石山タカ明 | 栗本宏志 | 下坂英男 | 11月16日      |
| 34   | 奪われた妖精の心     | 渡辺誓子   | 井上修     | 井上修   | 奥村吉昭 | 11月23日      |
| 35   | 光れ愛のペンダント   | 鶴田恵子   | 浅田裕二   | 浅田裕二 | 小林一三 | 11月30日      |
| 36   | 奇跡を呼ぶ銀の力     | 麻尾るみこ | 石山タカ明 | 千葉大輔 | 本多哲   | 12月7日       |
| 37   | 新たなる旅立ち       | 荒川稔久   | 津田義三   | 栗本宏志 | 坂田筆男 | 12月14日      |
| 38   | 幸せは二人の手に     | 桜井正明   | 井上修     | 井上修   | 下坂英男 | 12月21日      |
| 39   | 未来への別れ         | 中弘子     | 腰繁男     | 浅田裕二 | 奥村吉昭 | 12月28日      |
| 40   | よみがえる闇の記憶   | 荒川稔久   | 石山タカ明 | 浅田裕二 | 下坂英男 | 1995年 1月4日 |
| 41   | 悲しみにぬれた花     | 中弘子     | 栗本宏志   | 栗本宏志 | 坂田筆男 | 1月11日       |
| 42   | 悪魔が呼ぶ夢の国     | 桜井正明   | 井上修     | 井上修   | 小林一三 | 1月25日       |
| 43   | 狙われた乙女の涙     | 麻尾るみこ | 遠藤克己   | 浅田裕二 | 奥村吉昭 | 2月1日        |
| 44   | めぐりあい信じて     | 荒川稔久   | 千葉大輔   | 千葉大輔 | 本多哲   | 2月8日        |
| 45   | 月の光に願いを       | 桜井正明   | 井上修     | 井上修   | 小林一三 | 2月15日       |
| 46   | 秘められた鏡の謎     | 中弘子     | 鳥海永行   | 栗本宏志 | 下坂英男 | 2月22日       |
| 47   | 化石になった故郷     | 桜井正明   | 遠藤克己   | 浅田裕二 | 小林一三 | 3月1日        |
| 48   | 大地の力をこの手に   | 荒川稔久   | 佐藤育郎   | 井上修   | 下坂英男 | 3月8日        |
| 49   | 緑の森をかえして     | 桜井正明   | 鳥海永行   | 栗本宏志 | 小林一三 | 3月8日        |
| 50   | 運命の毒リンゴ       | 荒川稔久   | 浅田裕二   | 浅田裕二 | 坂田筆男 | 3月15日       |
| 51   | 舞い降りた青い鷹     | 荒川稔久   | 鳥海永行   | 井上修   | 小林一三 | 3月22日       |
| 52   | いつまでも笑顔       | 荒川稔久   | 岡嶋国敏   | 岡嶋国敏 | 下坂英男 | 3月29日       |

第42話『悪魔が呼ぶ夢の国』は、当初1995年1月18日に放送する予定だったが、前日（1月17日）に発生した阪神・淡路大震災の影響から放送が1週間延期となり、同年3月8日に第48話と第49話を連続放送して1994年度内に完結させた。

## 放送局
| 放送局  | 放送期間                     | 放送曜日 時間        |
| ------- | ---------------------------- | -------------------- |
| NHK BS2 | 1994年4月6日 - 1995年3月29日 | 水曜日 18:00 - 18:30 |

## DVD-BOX
1. 『白雪姫の伝説 DVD-BOX 1』（第1話〜第24話収録、5枚組、アイ・シー・エフ、2006年5月31日発売） XT-2254/8
2. 『白雪姫の伝説 DVD-BOX 2』（第25話〜第52話収録、6枚組、アイ・シー・エフ、2006年8月2日発売） XT-2280/5